# Moraine Dome
Pour les articles homonymes, voir Moraine (homonymie).
Le Moraine Dome est un sommet de la Sierra Nevada, aux États-Unis. Il culmine à 2 440 mètres d'altitude dans le comté de Mariposa, en Californie. Il est protégé dans la Yosemite Wilderness, au sein du parc national de Yosemite.